# دنکت
دنکت (به آلمانی: Denkte) یک شهر  در آلمان است که در وولفنبوتل واقع شده‌است. دنکت ۳٬۱۲۷ نفر جمعیت دارد.